# Hana Bobková
Hana Bobková, coniugata Vláčilová (Praga, 19 febbraio 1929 – 1º luglio 2017), è stata una ginnasta ceca, fino al 1992 cecoslovacca.

## Palmarès

### Olimpiadi
- 1 medaglia:
  - 1 bronzo (Helsinki 1952 a squadre)